# Uguccione da Lodi
Uguccione da Lodi o Uguçon da Laodho (Lodi? (?), ... – 1250, terminus post quem) è stato un poeta italiano in lingua lombarda.

## Biografia
Nonostante il nome con cui è conosciuto, non è certo che fosse nativo di Lodi: sembra probabile che discendesse da una famiglia nobile di Cremona. 
L'unica attribuzione sicura riguarda il poema moraleggiante Libro di Uguçon da Laodho, composto prima del 1265, scritto in koinè lombardo-veneta. Il poema consta di due parti, la prima in lasse monorime di versi alessandrini ed endecasillabi, la seconda in novenari a rima baciata, che hanno fatto avanzare l'ipotesi che l'opera sia il risultato di una giustapposizione di due distinti poemi.
Il contenuto del poema didascalico autorizza a pensare che Uguccione scrivesse un testo di propaganda religiosa estraneo alla Chiesa cattolica e la sua figura è stata ritenuta accostabile ai patarini o ai valdesi. 
Sono state incertamente accostate al suo nome il Liber Antichristi e la Contemplazione della morte.